# Defender (album)
Defender – trzynasty album solowy irlandzkiego gitarzysty Rory’ego Gallaghera z 1987 roku.

## Lista utworów
Wszystkie utwory autorstwa Gallaghera.
1. "Kickback City"
2. "Loanshark Blues"
3. "Continental Op"
4. "I Ain't No Saint"
5. "Failsafe Day"
6. "Road To Hel"
7. "Doing Time"
8. "Smear Campaign"
9. "Don't Start Me To Talkin'"
10. "Seven Days"

## Wykonawcy
- Rory Gallagher – wokal, gitary, harmonijka ustna
- Gerry McAvoy – gitara basowa
- Brendan O’Neil – bębny, instrumenty perkusyjne
- John Cookie i Lou Martin – instrumenty klawiszowe